# Walheim (Germania)
Walheim è un comune tedesco di 3 048 abitanti, situato nel land del Baden-Württemberg.